# Kimdzsang
A kimdzsang (hangul: 김장) a koreai kultúrában a kimcshikészítés szezonja, amikor nagy mennyiségben készítenek kimcshit télre eltenni. A kimcshit hagyományosan hatalmas adagokban készítették ilyenkor, egy átlagos család 100-200 fej kínai kelt használt fel. A modern üvegházaknak köszönhetően az alapanyagok az év minden szakában elérhetőek, illetve gyárilag is készítenek kimcshit, emiatt a kimdzsang-szezonban egyre kevesebb kimcshi készül. A kimdzsang hagyományosan annyira fontos időszak a koreaiak számára, hogy az ekkor felvásárolt kimcshialapanyagok befolyással vannak az inflációra is, ezek ára mindig nemzeti aggodalom tárgya, mivel ez a tradíció nagy anyagi terhet jelent a családok számára. 2013 decemberében a kimdzsang az UNESCO szellemi világörökség része lett.

## Hagyománya
A kimdzsang-szezon tél beállta előtt köszönt be, általában október-novembert jelenti. Az ősszel betakarított kínai kel és daikonretek alkotja a kimdzsang-szezonban készített kimcshi alapját, melyet ideiglenes kimdzsangpiacokról szereznek be, ezek kifejezetten a nagy mennyiségű kereslet miatt jöttek létre. A kimcshinek ki kellett tartania egész télen és tavasszal, az elkészítése pedig sok időt és energiát kívánt, a családok, szomszédok ezért közösen ültek össze és egyszerre több száz kilogramm kínai kelből és retekből készítettek kimcshit.
A régebbi időkben, amikor még nem volt hűtőszekrény, a kimcshit télen földbe ásott onggiban tárolták. Az onggik köré szalmából építettek kunyhót, ami megvédte a kimcshit az esőtől, a hótól és segített optimális hőmérsékleten tartani, 5 C° körül. Az 1990-es évek közepétől speciális fejlesztésű kimcshihűtőgépeket is gyártanak, 2010-ben Dél-Koreában a háztartások 81,3%-a rendelkezett ilyen hűtővel.
2012-ben Szöul a városháza épülete előtt tartott Kimdzsangfesztivált, melynek folyamán több mint 2000 résztvevő 140 tonna kimcsit készített, amit rászoruló családok között osztottak szét.